# Американський керл
Американський керл (англ. American curl, ACL, ACS)  — нова, незвичайна порода кішок, що виникла завдяки природній мутації. Незвичайна вона тим, що кішки мають ніби загорнене вухо і чимось нагадують широко відому породу скотіш фолд. Але у скотіш фолда вуха м'які, нахилені вперед і вниз і розташовані так, що створюють враження округлої голови. В американського керла вуха великі, міцні й прямі з вузьким завитком у центрі. Вістря вуха звернене до центру й трохи відхилене назад.

## Історія
Назва породи утворена від англійського слова «curl», що в перекладі означає «завиток», і стосується насамперед вух нової породи. Початок породі поклало одне із двох бездомних кошенят, які в 1981 році в Лейквуді в штаті Каліфорнія приблудилися до подружжя Джо та Грейс Ругів. Це виявилася напівдовгошерста кішка, яку назвали Суламіф. Далі головна породна ознака (завите вухо) була закріплена. Представлені на виставці кішки мали великий успіх. Після цього був створений стандарт нової породи. ТІСА першою визнала породу напівдовгошерстих керлів у 1985 році, а наступного року дала представникам цієї породи право участі в чемпіонаті. Наприкінці 1985 p. CFF умовно визнала породу. Таке ж рішення прийняте CFA у лютому 1986 р. Однак основне визнання цієї породи ще попереду.

## Характер
Американські керли — спокійні тварини. Вони прив'язливі, ласкаві, легко піддаються дресируванню. Легко звикають до повідців. Люблять гратися.
Керли цікаві й грайливі, але водночас охайні й педантичні. Це коти-напарники, і саме цю породу радять заводити людям, схильним до депресій, або психічно нестабільним. Керли дуже соціалізовані кішки. Вони дуже добре пристосуються до змін, тому переїзд не завдасть коту неприємних емоцій.
Керли дуже люблять дітей, ймовірно, тому, що самі залишаються кошенятами в душі аж до літніх років. Котик з радістю поділяють гру з дітками, проте в ранньому віці варто дотримуватися обачність, бо незвичайні вуха керла в дитинстві дуже крихкі й можуть зламатися.
Американські керли зацікавлено стежать за господарями, намагаючись бути спільником у всіх їхніх діях. Вони проберуться за вами в ванну й обов'язково влаштуються поруч, поки ви будете приймати душ. При цьому керли «неговіркі»: гучній «няв» вони вважають за краще тихе воркування у відповідь на ваші слова. Такі ось інтелігентні створення.

## Зовнішній вигляд
Кішки американських керлів — це тварини середніх розмірів. Вага їх становить від 3 до 4,5 кг. Тіло міцне. Лапи округлі. Хвіст середньої довжини. Голова клиноподібної форми, більша завдовжки, ніж завширшки. Очі великі, зі спокійним, доброзичливим поглядом. Головною особливістю породи є вуха. Вуха помірно великі, широкі біля основи й заокруглені на кінцях. Повинен бути помітним завиток (залом) вуха, спрямований кінцями назад і до центру черепа. Бажано, щоб усередині раковини було хутро.
У кошенят завиток вуха утворюється приблизно на 4-7 день після появи на світ.
Американські керли бувають напівдовгошерстими й короткошерстими. Поки визнаний напівдовгошерстий варіант, а короткошерстий ще не досяг необхідних характеристик. Хутро спадає донизу. 

### Забарвлення
Забарвлення допускаються будь-які.

## Світлини

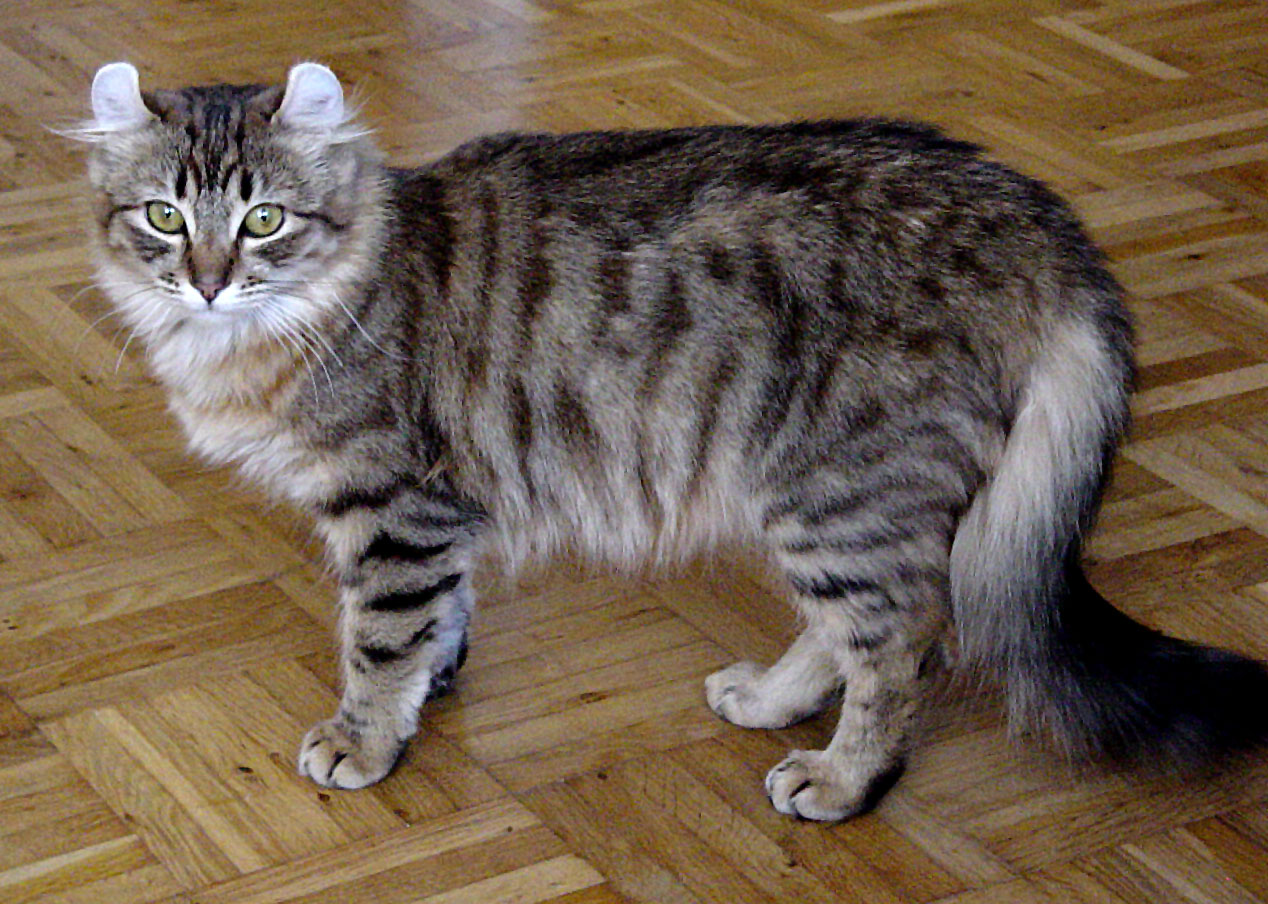
Довгошерсте 6-ти місячне кошеня
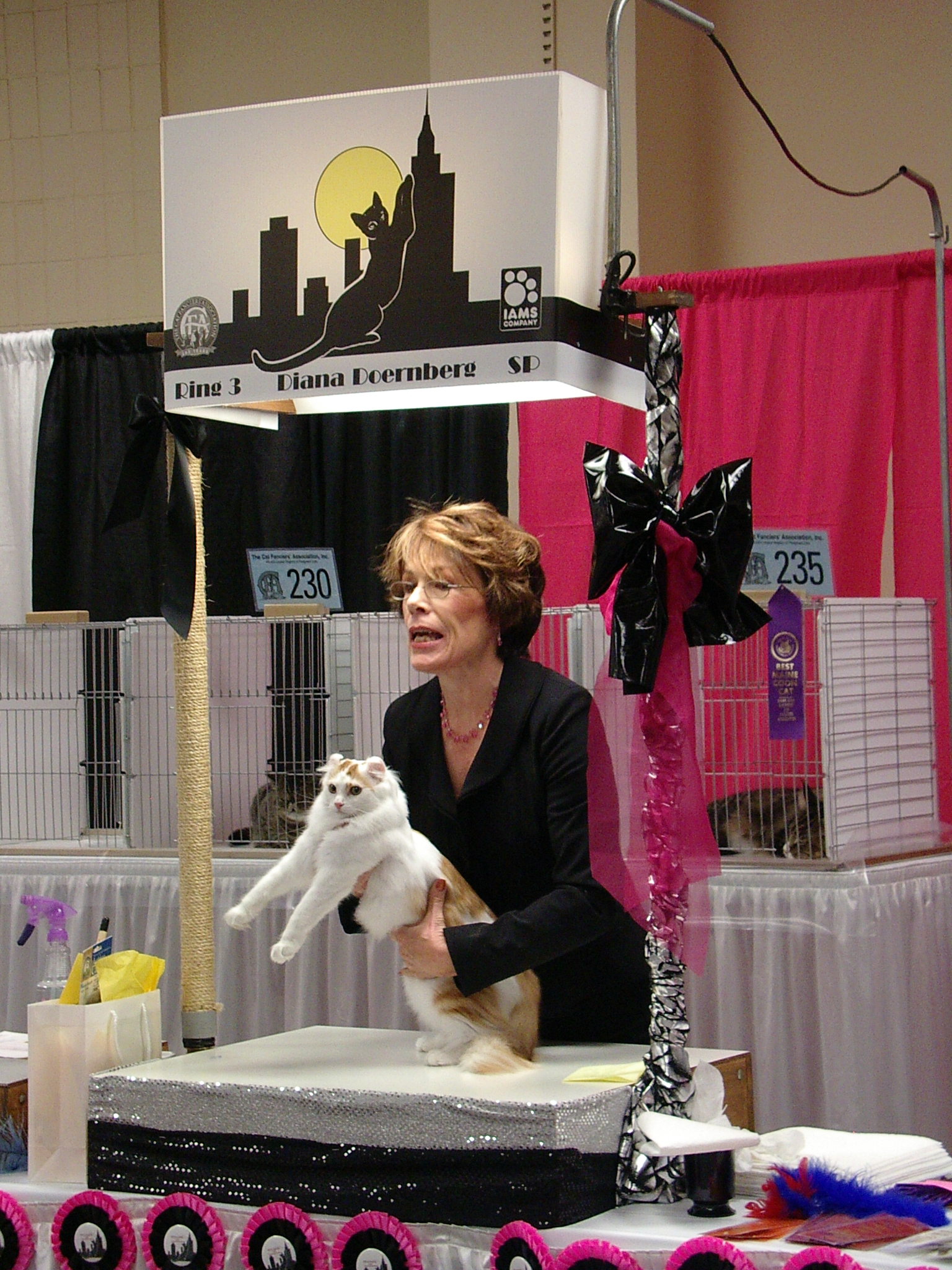
На виставці
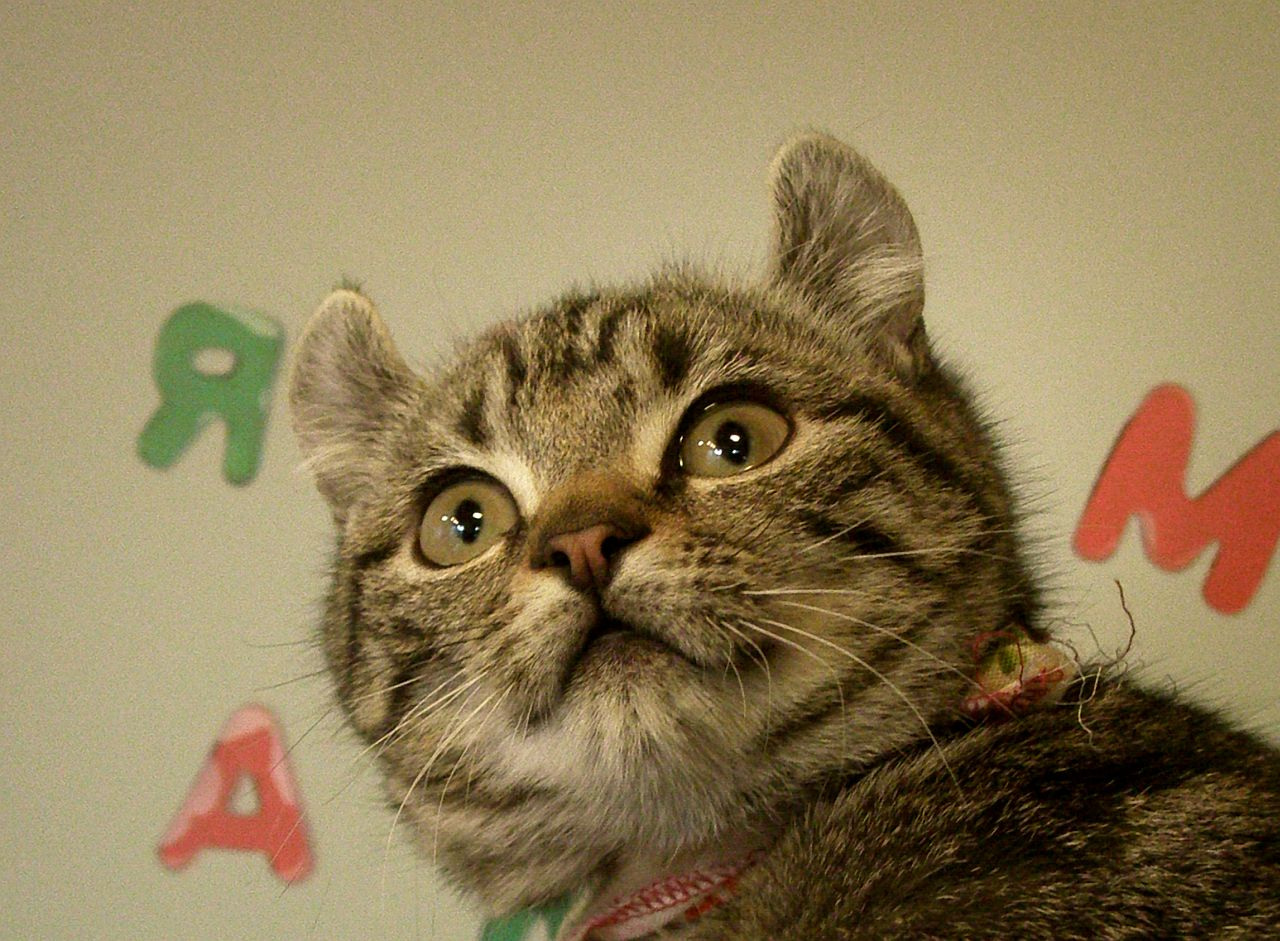
Кошеня
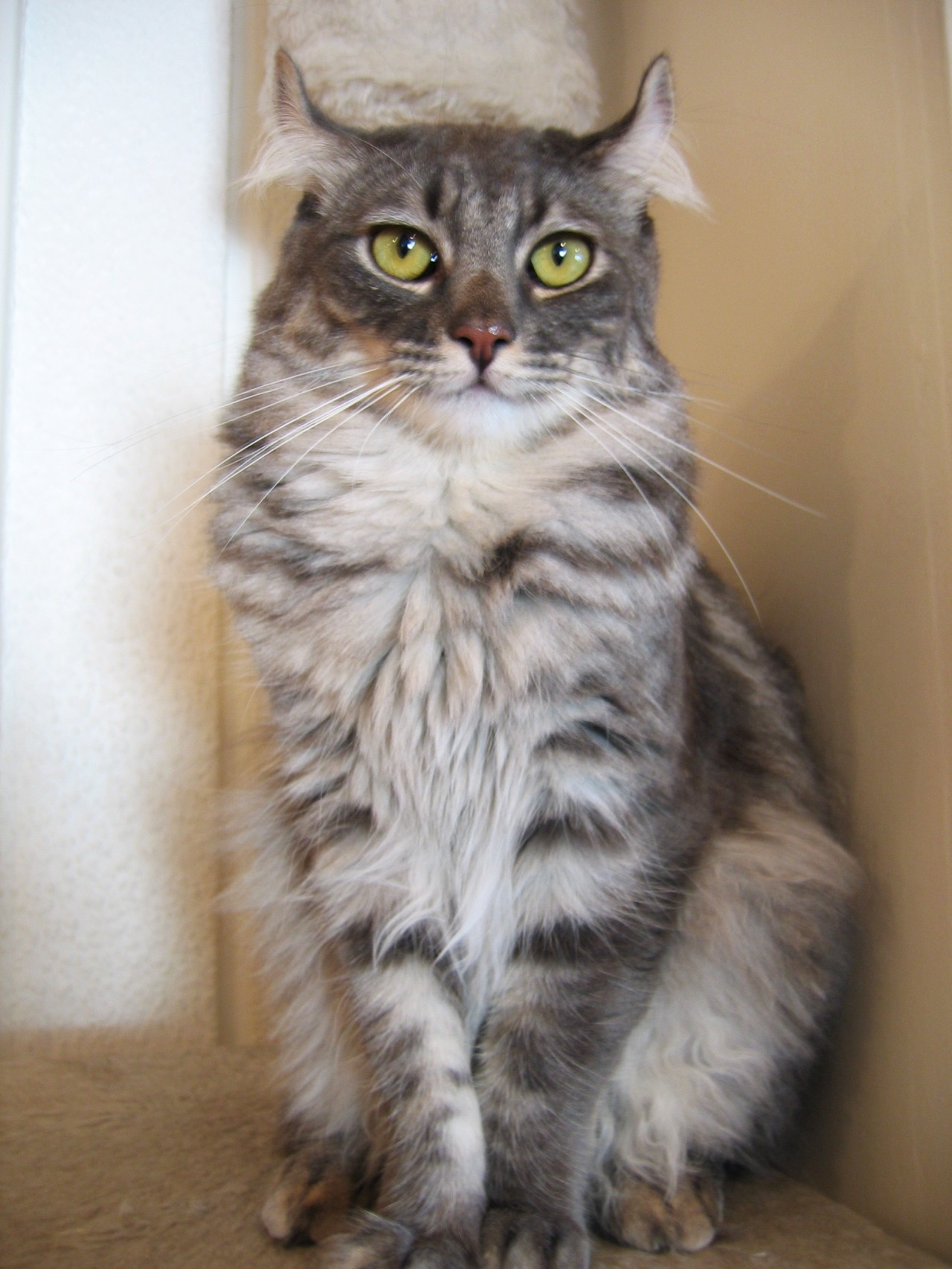
Дорослий кіт, 1 рік
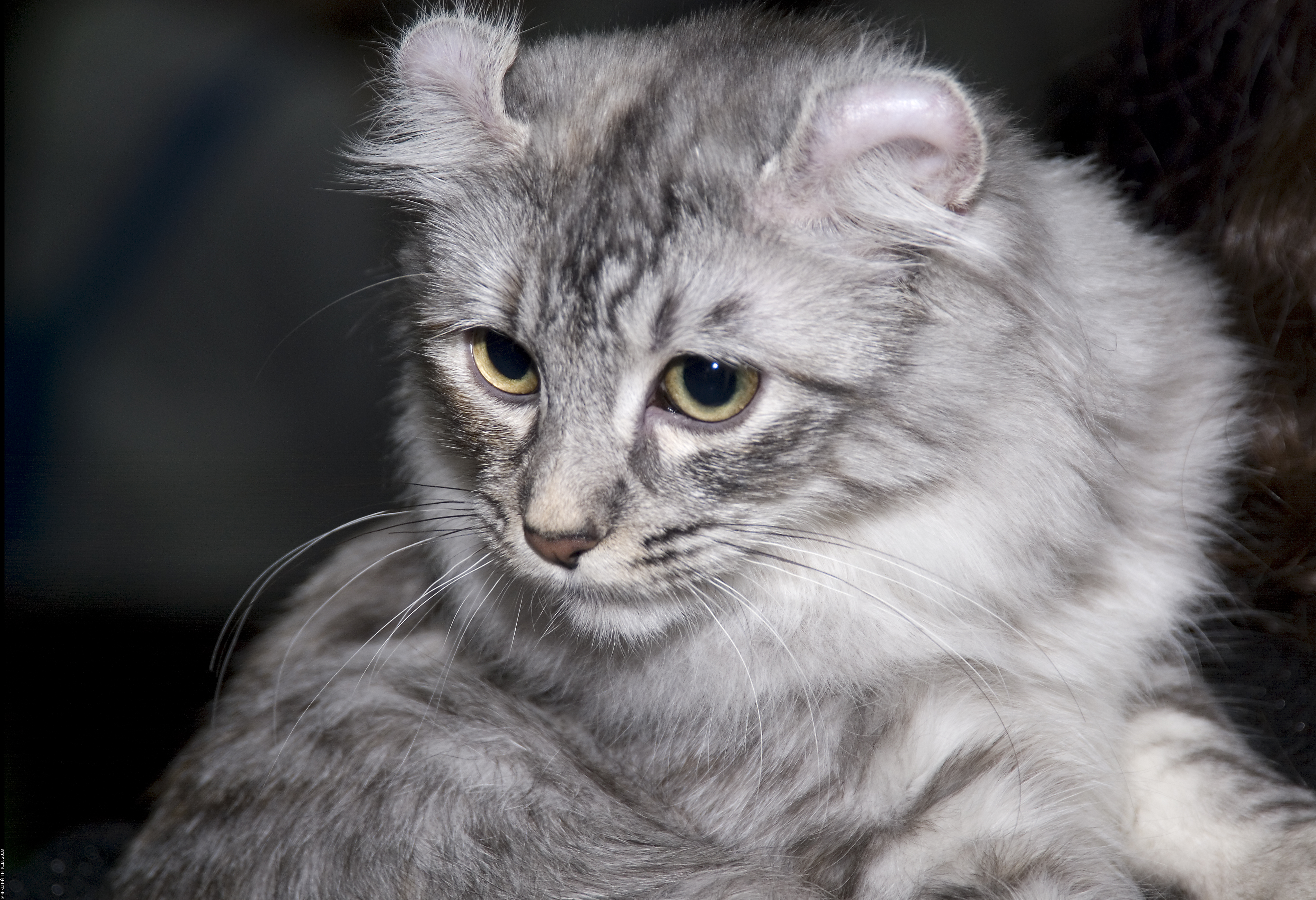
Кішка сріблястого таббі забарвлення

## Джерело
Заведия Т. Л. Сучасна енциклопедія любителя кішок: 1500 корисних порад фахівців. — Донецьк : БАО, 2004. — ISBN 966-548-910-0.

Все про котів та собак - Американський керл [Архівовано 10 серпня 2021 у Wayback Machine.]